# Šavrinke (roman)
Šavrinke je roman o šavrinkah, ki ga je je napisal Marjan Tomšič. Prvič je izšel leta 1986 pri založbi Kmečki glas in nato v ponatisu leta 1991, ter leta 2019 ob Tomšičevem jubileju, ko je praznoval 80 let. 
Posebnost slednjega je, da je premi govor v celoti zapisan v dveh narečnih govorih, v narečju slovenskega in hrvaškega dela Istre, občasno pa je uporabljena tudi italijanščina. »Za nov lektorski pregled romana je poskrbela istrska pesnica in slovenistka Alferija Bržan, ki je dodala obsežen slovarček – narečnih besed.« (Bratož 2019)
Knjiga ima 443 strani, od katerih je 397 strani vsebinskega dela. Dodani so še: slovarček narečnih besed ter spremni besedi Marjana Tomšiča – Kako je nastajal roman Šavrinke in Vesne Mikolič – Vizija dobrih Šavrink.

## Vsebina

### Prvič na pot
Glavna oseba Katina je na oslici utrujeno jezdila proti domu v Gračišče. V spomin si je priklicala prvo romanje v Istro, ko se je kot 16-letno dekle z mlajšo sestro Ciljo, peš odpravila po jajca. Odšli sta kmalu po božiču. Vsaka je imela svoj plenjer, s sabo pa sta nosili blago (nekaj koščkov mila, poper, petrol in nekaj metrov belega blaga), nakupljeno v Trstu. Slednjega sta kljub strahu pred neznanim, uspešno zamenjali za jajca. Prespali sta v Kajinih, v hlevu kmetije, ki jo je priporočila njuna teta Urša in se veselili jutrišnjega dne, ko bosta z njo prvič odšli v Trst in jajca prodali za lire.

### Pri teti Nini
Bil je deževen ponedeljek, ko se je Katina na oslu odpravila v Istro po jajca. Tokrat je bila namenjena k teti Nini v Karpate. Spoznala jo je preko tete Urše, ko je imela 20 let. Bila je majhna, vendar živahna, ter žilava ženska, polna dobrote. Vsako pot je pričakovala njen obisk in tokrat jo je sprejela s kuhanim belim vinom in mineštro.
Na poti je srečala Ivana Bučiča, enega od treh šavrinov. Spomnila se je dneva, ko se je s polnimi bisagami jajc na hrbtu in z ženo Marijo s polnim plenjerjem jajc na glavi, peš odpravil v Trst, saj je oslica povrgla. Ob naslednjem srečanju so ga šavrinke zmerjale. Tožile so, da so za njihovo nesrečo in težko življenje krivi moški, vendar se mu je Katina postavila v bran. Dejstvo je bilo, da so moški doma čuvali otroke ter skrbeli za hišo in okolico, medtem ko so bile ženske zdoma. Najbolj glasna je bila Bepina, ki ji je zaradi nasilnega vedenja mož pobegnil z mlajšo žensko.
Bučič je bil reven. Z ženo sta živela v majhni in razpadajoči hiši na koncu vasi in obdelovala njive, ki prav tako kot hiša niso bile njuna last. Ljudje so ju imeli radi, saj sta bila poštena in dobra. Bučiča so se še posebno razveselili, saj je rad zaigral na orglice in zapel.
Katina je pot nadaljevala v Rapavel k teti Fili, kjer razen slednje niso bili tako prijazni. Imela je stiskaškega in ljubosumnega moža, čigar lastnosti so se navzeli tudi njeni otroci.

### Krvave noge
Katina si je močno želela osla, saj je to pomenilo lažje prenašanje jajc in večji dobiček. Z lirami bi si naposled kupila doto in zlahka dobila moža. Imela je srečo, da je na poti srečala Roma Gorgoša, ki ji ga je zastonj podaril. Pri Gvidu je naročila sedlo in popravilo čevljev.
Šavrinke so se med sabo razlikovale po redu in čistoči. Zaharija je bila vedno umazana, zanemarjena in rada je pila. Običajno so bile takšne ženske, ki so prihajale iz velikih družin in revščine. Katina je bila nasprotno, nagnjena k redu in čistoči.
Ker popravilo razpadlih čevljev ni bilo narejeno do dogovorjenega dne, se je bosa odpravila po jajca. Brez obutve ni bila navajena hoditi, zato je kmalu začela krvaveti in poti ni mogla nadaljevati. Bolečine ji je pomagala odpraviti teta Zvana v Deklićih, da se je naposled lahko vrnila domov.

### Puštin Batič
Leto kasneje je bila Katina poročena in je zbirala denar za novega osla, saj ji je prejšnji umrl. Na poti do Karojbe ji je zamaskiran moški po imenu Pjer, ukradel mošnjiček z denarjem, tako da ni mogla kupiti jajc.
Srečala je tudi Šavrina Batiča, ki je bil zabaven in prijeten človek. Imenovali so ga »puštin« (poštar), ker je opravljal poštarska dela med Istro in Trstom. Imel je ženo in pet otrok. Kljub temu da ni imel njive, niso nikoli stradali, saj so ga vedno založili s hrano.

### Brižna Zorica
Ko se je Katinina starejša sestra možila, ji je oče vzel vse premoženje. To je pomenilo, da si v Trstu ni mogla kupiti blaga, ki bi se dobro prodajal, prav tako pa se je morala preračunljivo pogajati za cene. Avgusta kmalu po poroki se je s Šavrinko Juto odpravila na pot.
Juta je bila čudaška, tiha in neprivlačnega videza. Živela je z mamo, tremi brati in sestro. Že kot otroku so ji dali vedeti, da ne spada mednje. Bila je edina, ki je kaj prislužila, ostali pa so se opirali na njo in jo izkoriščali.
V Prhatih se je Katina ustavila pri Zorki. Pri njih je vladala velika revščina. Spomnila se je obiska drugega dne po porodu, ko je jokajoča v naročju držala dojenčka, ki ga ni mogla s čim pokriti. Takrat ji je Katina posodila 10 lir, vendar je kljub temu dojenček kmalu zatem umrl zaradi lakote in mraza.
Prespala je pri teti Nini, še prej pa ji je pomagala pri živini. Slednji je mož tretje leto bolehal za hudo boleznijo, ki se je začela, ko ga je vol z rogom sunil v prsi.

### Porod med potjo
Po tem ko je Katina od Roma Gorgoša dobila osla, je njeno premoženje naraščalo in zbrala ga je dovolj za doto. Všeč ji je bil sosedov Matija in družini sta menili, da bi bila dober par glede na njune karakteristike. Tako sta se složno dogovorili, da sta drug za drugega primerna in Katina se je z 20-imi leti poročila, ter se preselila k moževim staršem. Kmalu je zanosila.
Šavrinka je hodila na pot dokler je mogla in pogosto se je zgodilo, da je rodila na poti. Tako je pri Lozićih rodila Karmela iz Kubeda, ki je imela tri otroke. Katina je šla na pomoč h Gregorićevi Luci. Karmelo so z oslom prepeljali k njej v hišo, kjer je rodila s pomočjo neizkušenih Šavrink sina Vitorija.
Katina je rodila doma, saj se na željo svojega moža, zadnji mesec nosečnosti ni odpravila na pot. Sinu je dala ime Matija – po njegovem očetu.

### Bratića imamo tu notre
V Istri je bilo običajno, da je bilo pri hiši najmanj pet otrok. Ko se je Katini rodil tretji otrok – hčerka Marija, se je dober mesec po porodu zopet odpravila na pot, saj je življenje popotnice postalo del nje.
Naproti se ji je iz Vranićev bližala skupina osmih otrok, Zorka in njen mož. Ostali so brez doma, ker niso mogli poravnati dolgov.
Katina je Zorkine otroke enkrat že srečala in takrat so v lesenem zaboju nosili svojega bratca na pokopališče. Ta je bil star en dan. Bil je krščen, čeprav ga župnik zaradi revščine sprva ni hotel krstiti.
Še isti dan je v Barićih posodila Jožefi denar, s katerim je plačala babico in Stevu Stankoviću za najemnino. Prespala je pri teti Nini in ni mogla razumeti, zakaj se dobrim ljudem dogaja takšna krivica.

### Josip in Štefanja
Katina je po poti postala tako lačna, da se ji je zavrtelo. Najprej ni mogla odpreti bisage s hrano, ko pa se ji je naposled le posrečilo, je bilo v njej veliko različnih koščkov kruha, nekaj sira, košček pancete in klobasa. Pojedla je najtrše kose kruha in sir zaradi katerega jo je pekla vest, saj je najboljše prihranila za otroke.
Po poti se je pridružila ostalim Šavrinkam in zaslišali so, kako je Štefanija iskala svojega moža. Ta je bil alkoholik in ko mu je zdravnik napovedal smrt, se je odločil, da bo nehal piti. Po nekaj mesecih je obupal, vendar ga je bilo sram povedati družini. Zato se je pretvarjal, da je nepokoren, žena pa je skrbela zanj in za kmetijo, ter ga pomilovala. Na koncu so ga pijanega našli v vinski kleti in vsi so izvedeli za njegovo prevaro.

### Mikena Čuforka, polži in orehi
Na poti v Trst je srečala teto Uršo – mamino sestro. Kljub starosti je bila še vedno živahna in mladostna, ter je vedno imela veliko obiskov. Doma je redila kokoši in ko so zvalile dovolj jajc, jih je prodala v Trstu. Imela je enega sina, ki se je po poroki preselil k ženi.
Pred gostilno v Ospu sta srečali Čuforko in Karmelo. Čuforka je bila sirota. Kot dojenčka, so jo pustili pred vrati tuje hiše. Ker je bila majhne rasti, ni imela veliko možnosti, da bi dobila moža. Živela je v hiši z eno sobo, ki si jo je pozimi delila s svojim oslom. V šavrinstvo jo je vpeljala teta Urša. Eljka je bila tiha, vendar bistra in hitra pri vsakem delu.
Na poti so srečali tudi Šanto iz Butarov. Tisti dan je v Trst po naročilu nosila vrečo polžev, vendar se moški ni prikazal. Spustila jih je na ulici, tako da so lezli povsod in so se hitro odpravili, da jih ne bi dobili karabinjerji.
Drugo pot se je Šavrin Vane mučil z orehi. Imel je mladega osla, ti pa so v vreči delali hrup, ki je osla strašil. Težavo je rešila Bepina, ki je vrečo privezala na svojega osla.

### One tanke ročice, kak so mene grlile
Šavrinke so jajca v Trstu prodajale od jutra do večera. Z dobičkom so kupile blago, ki so ga zamenjale za jajca in priboljške za domov. Običajno so vzele ocvrte ribe in rogljičke za otroke, včasih pa tudi bombone, kos mila ali kaj drugega. Otroci so jih vedno navdušeno pričakali.
Iz Trsta je hodila velika skupina Šavrink, vmes pa sta bila Batič in Bučič. Slednji je igral na glavnik in prepevali so razne pesmi. Razvnela se je debata o tem, ali si lahko spremenijo usodo, da bo življenje nekoč lažje in se spraševali, kako bo prihodnjim generacijam.

### Ko si oročena od žene, da bi se ji posušile roke
V tistih časih so ljudje verjeli v vraže. Ko je Katina prišla k Papovi Mariji, je izvedela, da ji je sosed Pjer začaral kokoši, da niso nesle jajc.
Spomnila se je zgodbe, ki jo je pravila teta Urša. Pjer je bil zaljubljen v njo, ona pa ga je zavračala. Vsakič ko ga je srečala, je postala živčna. Nekaj let kasneje se je v nalivu ustavila pri Šolićevi Ani, ki je bila Pjerova soseda. Ko ga je tam zagledala, so se ji vsa jajca iz plenjerja prevrnila na tla. Iz razbitih jajc so naredili omleto, na katero so povabili tudi sosede, naslednji dan pa so kmetice po hišah zbirale jajca za Uršo.
Isto se je zgodilo Šanti, ko so s Katino in Tonino hodile proti Močibobu. Srečale so Pjerina in Šanta se mu je zamerila. Začelo jo je zvijati v trebuhu, bolečina pa ni prenehala. Urok je razdrla Mara, ki jo je mama naučila proti urokov preden je umrla. Od takrat naprej so se Pjera izogibale.

### V ledenem objemu
Katina je pri Romu Gorgošu kupila osla in ga pustila v Rižani pri Bašiču po dogovoru s tinjanskim mešetarjem Rikardom. V Tinjan je šla k njegovi ženi po denar in se odpravila domov. Nočilo se je in cesta je bila zamrznjena, tako da ni mogla hoditi. Odrešitev je iskala pri prvi hiši, ki jo je zagledala, vendar jo ženska ni spustila noter. V dolini je bil led mehkejši, tako da je s težavo ponoči prispela do doma.
Spomnila se je sosede Zofke. Z možem Robertom nista znala ravnati z denarjem, tako da sta bila vedno zadolžena. Imela sta pet otrok, v hiši pa je stanovala tudi razširjena družina. Za božič bi morali jesti kuhan ohrovt in močnik iz otrobov, kar so jedli vsak dan pa jim je Katina prinesla hlebec kruha, liter vina in pest orehov.
Pripoveduje tudi o Liritovi Zvani iz Istre, ki je ostala sama z osmimi otroci saj ji je mož umrl na fronti. Ob hudi lakoti so grizli hrastovo lubje in pekli kruh iz zmletih koruznih storžov in oljčnih lupin.

### Pri Filomeni Šturmanki
Filomena Šturmanka je bila živahna in dobrovoljna ženska. Rada je klepetala in sprejemala Šavrine in Šavrinke, da je izvedela kaj novega. Tokrat so pred njenim ognjiščem sedeli Katina, Bepina, Zaharija, Tonina, Batić in Bučič. Pili so vino, peli in si pripovedovali zgodbe.
Nanić je bil škrt kmet, ki svojim otrokom ni dovolil, da bi jedli domače sadje. Tako je bil vedno razočaran, če so prekršili njegove zapovedi. Za njegovo šibkost so vedeli vsi vaščani, tako da so sadje kradli tudi vaški fantje.
Imel je najboljšo figo v vasi in otroci ter fantje so komaj čakali, da bodo plodovi dozoreli. Nanić jo je stražil podnevi in ponoči. Nekega dne jo je pošprical z vodo pod pretvezo, da je škropivo, tako da so ljudje videli njegovo početje. Zraven je postavil tablo z napisom, da so fige zastrupljene. Naslednjega dne slednje ni bilo več, saj so mu jo vaški fantje požagali.

### Ale mi stoji ta vražji rog
Žganjekuha je bila v tistih časih strogo prepovedana, tako da je bilo tihotapljenje slednjega za Šavrinke dobičkonosen pa tudi nevaren posel. Katino so skupaj z ostalimi Šavrini zaradi tega enkrat zaprli, vendar jih je Zaharija s svojim zapeljivim nastopom rešila iz ječe.
Odšli so h kmetu Rabaku in udrli brez da bi potrkali. Našli so ga nagega s sprednjim delom pritisnjenega ob zid, saj je imel erekcijo. Skupaj z ženo so se mu smejali in je naposled stekel mimo njih, da se je šel obleč.
Katina se je spomnila dogodka iz mladosti – vasi, kjer so imeli navado spati goli. Bilo je slabo vreme in prepozno, da bi pravočasno prišla do dogovorjenega prenočišča, zato je prespala pri bližnji hiši. Ko se je zjutraj zbudila zraven gospodarja, je zgrožena opazila, da je ta gol tako kot njegova žena.

### Tu van pušila stric, ki ste me ukrale uesla
Na poti se je Katina ustavila pri teti Nini. Ta je bila razočarana nad Bogom in je klela vse svetnike, kar ji ni bilo podobno. Pot je nadaljevala proti Rapavelu, kjer sta jo ustavili mladi punci in vzeli blago. Plačali sta ji naslednjič, ko je prišla do njune hiše, kjer sta živeli s staro gospo. Bogato sta jo obložili z jajci in jedilom.
Ustavila se je v Močibobu, vendar k Pjeru ni hotela, saj mu je pred kratkim umrla žena in ji je bilo neprijetno. Ta jo je jezno ustavil na poti, saj je za njo prihranil jajca. Katina se je čudila, kako njegove kokoši nikoli ne pojejo grozdja, čeprav se prosto sprehajajo po dvorišču in ga je po tem tudi povprašala. S tem je izničila urok pa ji ni bilo žal, saj je pred leti uročil teto Uršo, da jo je bolela noga in ni mogla hoditi.
Pred vojno je bila Katina še otrok, osel pa je predstavljal veliko bogastvo. Njen stric Ivan ga je imel. V sosednji vasi je živel Valentin Frlić, ki je zaradi revščine spretno kradel po vaseh, tako da ga nikoli niso ujeli. Tako je ukradel tudi osla Katininemu stricu. Ko je bil Frlić na smrtni postelji, je stric Katini naročil, naj mu odnese štruco kruha in steklenico črnega vina. Morala mu je povedati, da mu to pošilja stric Ivan, ki mu je ukradel osla. Katina je storila kot je bilo ukazano, bolnik pa je neutolažljivo jokal.

### Bare in Munič
Bepina je kljub nasprotovanju drugih šla na dan Sv. Roka, ki je zavetnik živali pobirat jajca po Istri. Po hišah je niso bili veseli. Tega dne je bilo z njenim oslom nekaj narobe, vendar tega ni opazila in tisti dan je tudi umrl.
Z osli so bile težave. Imeli so svoj značaj in če si se jim zameril tega niso pozabili, še posebno težavni pa so bili v času gonje.
Teta Fila je imela osla Bareta, soseda Pavlina pa Munića. Omenjeni se nista marali in njuna osla prav tako. Ko so bili zdoma, se je Bare odvezal in se važil pred zavezanim Munićem. Ta je dovolj močno povlekel, da se je vrv strgala in začel se je boj. Bare je Muniću razcefral uho in mu odtrgal modo, ki ga je Pavlina prinesla pokazat Fili in njenemu možu. Ta jo je jezno napodil.

### Na Vapor
Ko se je Katina odpravljala v Trst, se je zbudila njena hči Ana in jo spraševala, kdaj bo prišla nazaj. Pomislila je na svoje otroke in kako jo pogrešajo, ko je ni. Ob tej misli je prvič zajokala. Ta dan se je z oslico odpravila z ladjo proti Trstu.
V mestu je vsakemu otroku kupila novo srajco, rogljiče, fige in bonbone, možu Matiji pa škatlo za tobak. Tokrat je prvič zapravila vse, kar je zaslužila, brez da bi preračunavala, koliko mora prihraniti. Pustila si je toliko denarja, da je imela za ladijsko karto.

### Joh, zatrti smo, zatrti
Katina je na poti srečala Bučiča. Srečala sta Rome, ki so ju prosili za pomoč. Mlada Romka je rojevala in niso vedeli, kaj naj storijo. Tako je Katina, prvič v vlogi babice pomagala pri porodu. Veliko so pili, plesali in peli. Srečala sta ostale Šavrinke in Juta, ki je bila Katinina varovanka, je pot do Lakošeljcev nadaljevala z njo.
Tam sta izvedeli, da so Jurišičevi Marici in možu Juriju ukradli vola, kar je bila za kmetijo velika izguba. Novica se je hitro razširila po okoliških hišah in Šavrinke in Šavrini so se dogovorili, da bojo zbrali denar za novega vola.
Na poti iz gostilne so jih dobili karabinjerji in jih odpeljali na policijsko postajo, saj niso imeli prepustnic. Izpustili so jih, vendar so jim zaplenili vse, kar so tistega dne zbrali. Na poti domov so jedli hlebec kruha in pili vino, ki ju je Bepina ukradla z njihove mize.

### Takega človeka je treba posnemati
Šanti so v Trstu naročili, naj prinese pet živih kokoši in enega petelin. Zvezala jim je noge in jih dala v vrečo. Ker je bilo sredi poletja, so se živali v vreči zadušile, še preden je prišla do Trsta. Naročnik je bil zelo razburjen, ko mu je povedala, kaj se je zgodilo, Šavrinke in Šavrini pa so se ji smejali.
Na poti domov so se ustavili v gostilni, kjer jim je Katina povedala zgodbo o Škuriču. Slednji je veliko lagal, sleparil in kradel. Na uradu jih je dolgo časa prosil, naj mu dajo službo cerkovnika in naposled je postal mežnar. Pokradel je vse, kar je lahko, tudi denar, ki sta ga z župnikom pobrala, ko sta kropila hiše. Preden je Škurič umrl, se je zamenjal župnik in faranov ni poznal. Ko je videl da je polna cerkev, kar je bil takrat običaj, ga je razglasil za poštenega človeka, ki ga je treba posnemati. Ljudje v cerkvi so se pretvarjali, da jočejo, saj so komaj zadrževali smeh.

### Noč je moja, dan je tvoj
Šavrini in Šavrinke so bili zbrani pri Filomeni in se pogovarjal o čarovništvu. Urša jim je pripovedovala, kaj se ji je zgodilo.
Pred desetimi leti je šla na avtobus s hčerko tete Mare, Kristino. Urša ji je posodila denar za babico, saj naj bi rodila še tisti teden. Ko je pomislila, da bo to njen deseti otrok, jo je nekaj mrzlega prijelo za roko, v kateri je nosila torbo s hrano. To se je zgodilo na mestu, kjer je pred tremi leti Franka iz Divjakov ubila svojega novorojenega otroka, saj je bil spočet izven zakona, nato pa se ubila še sama.
Drugič je zagledala vrečo, v kateri se je nekaj premikalo. Stekla je k bližnji hiši, kjer so ji povedali, da je bil notri Antejev duh. Ta se je zaljubil v mlado italijansko učiteljico, vendar ga slednja ni marala. Vzel si je življenje, tako da se je ustrelil v srce.
Katina se je spomnila lučke v pokopališkem obzidju, ki so se je ljudje bali. Sama je šla pogledat, kaj je na stvari, na koncu pa je vsem odleglo, ko jim je pokazala velikansko kresničko.

### Naj gre k vragu vse: ta brenta, ta kunić, to vino
Katina je na poti srečala Šavrina Vaneta iz Sočerge. Bil je slabe volje, saj je mislil na svojo ženo, ki je nanj vedno kričala, ga tepla in bila z vsem nezadovoljna. Predstavil ju je Rom Gorgoš, ki je pred kratkim umrl.
Ustavila sta se v Pengarah, pri hiši Petra Krušića na njegovo povabilo. Z ženo sta se s trgovcem Guilianom dogovorila, da bosta vzredila tri prašiče in bo slednjemu ter družini pripadala polovica mesa ob kolinah. Te so bile danes in Peter in žena Pavla sta povabila tudi sosede in njihove otroke. Bilo je veliko slavje.
Ko sta se zjutraj odpravljala domov, se je Katina spomnila na Zorko in njeno družino, kateri so vse pobrali. Štefanu in Zorki se je zmešalo. Slednja je hotela zadaviti svoje otroke, nato pa se je vrgla v reko in utonila. Štefan je karabinjerju vzel puško in začel streljati okoli sebe. Vklenili so ga in odpeljali, zanj pa niso več slišali. Mlajše otroke so dali po sirotišnicah, starejši pa so šli služit v Trst.
Srečala sta tudi Čuforko. Razvedelo se je, da se k njej ponoči tihotapi Paulo. Tudi on je bil samotar in nižje rasti kot izbranka. Tolažila sta drug drugega, saj sta imela podobno nesrečo.

### Kunić se spremeni v breka, a prasec v svinjo
Katina je v gostilni srečala soseda Roberta, ki je bil Zofkin mož. Miro iz Sočerge ga je prevaral, da v Trstu prodajajo seno za dober zaslužek. Tja sta se odpravila s stricem Ivanom v pričakovanju, da bo dobro zaslužil. Ko sta prodala seno in mu je plačal za storitev, mu je ostalo le še pol lire.
Pred petimi leti je v Uliki kupil prašička. Ustavil se je v gostilni na kozarcu vina, saj je bila navada, da se ob taki priložnosti nazdravi, da bo prašič debel in zdrav. Tam je srečal Sočeržana Mira, Zabavčana Škenta in Marežgana Dolfa. Napili so ga, Miro in Škent, pa sta njegovega prašička v vreči zamenjala za potepuškega psa.
Na dan svetih treh kraljev se je Robert odpravil v Hrastovlje na sejem po prašiča. Ko je šel domov, si je spotoma prižgal pipo, ki mu je povzročala preglavice, srečal pa je tudi Škuriča. Slednji je v tem času zamenjal njegovega prašiča in Robert se je domov vrnil s svinjo.

### Ljubezniva mineštra
Šavrinke za Jurišičevo Marico in njenega moža Juraja niso zbrale dovolj denarja, da bi si kupila novega vola. Juraj je umrl pol leta po tem dogodku in na dan pogreba je šla Katina k njim na obisk. Marica je sedela ob umrlem, ga objemala, kričala, molila in jokala. Katini je šlo na smeh, Marica pa je mislila, da se joče. Ker je tako »sočustvovala«, ji je dala jesti mineštro, pršut, kruh in vino, vse kar je bilo namenjeno tudi pogrebcem.
Drugi dan je srečala pijano Šanto, o kateri je razmišljala dolgo časa. V njeni družini so bili vedno lačni, saj je bilo enajst otrok, pri sosedih Kozlovičevih, pa so imeli dva, nikoli lačna sinova. Pri njih se je vsak dan kuhala mineštra. Njihov sin Roberto je bil dvajset let starejši od Šante, grd in neprijetnega značaja. Nobena ga ni marala, Šanta pa se je z njim poročila zaradi mineštre in bogastva. Od takrat naprej njena družina ni bila več tako lačna. V zakonu se jima je rodilo pet otrok, ki so bili podobni Šanti in jih je Robert oboževal. Po njegovem incidentu pri maši so ga začeli klicati Tri božje zapovedi, Šanto pa ljubezniva mineštra.

### Mati moja, saj sem vre doma
Katina je sedela na oslici in tavala po Istri. Bolelo jo je v križu. Bolečine so se pojavile, ko je rodila četrtega otroka – hčerko Ano. Takrat so ji težavo pomagale odpraviti Šavrinke. Vanca ji je pripravila zeliščno mazilo, ki je nekaj časa pomagalo, toda bolečine so se vračale.
Živinozdravnik Silvano ji je razlagal, da je vzrok bolečine križno vretence, ki pritiska na hrbtenjačo in jo spraševal, če je kdaj dvignila kaj težkega. Spomnila se je pomladi, ko je sama vozila gnoj, saj je njen mož zbolel. Živali je niso bile navajene in je niso ubogale. Z vozom so obtičali v blatu in Katina ga je potisnila iz njega.
Od utrujenosti je blodila. Spominjala se je pokojne Urše, ki je umrla za pljučnico in Anteja – Nininega moža, ki je umrl kmalu po tistem, ko je njegova žena preklela vse svetnike. Slišala je moža Matijo, kako ji govori naj ostane doma pa ni hotela in pred sabo je videla Šavrinke. Zbudila se je iz omotice. Bila je že doma, kjer so jo čakali njeni otroci: Matija, Marko, Ana in Marija.

## Kritika
»Ko je poslušal zgodbe svoje gračiške gospodinje in njenih prijateljic o popotovanjih njih in njihovih prednic po trgovskih poteh med osrednjo Istro, domom in Trstom, je spoznaval velikansko moč istrske ženske, Šavrinke, ki je s svojo dejavnostjo predstavljala temelj družinske ekonomije v obubožani družbi v času fašističnega režima med obema vojnama in takoj po drugi svetovni vojni.« (Mikolič 2019: 420)
»Kljub temu da je Katina prikazana kot glavna oseba, roman ni klasično zasnovan. Opisane so tudi zgodbe ostalih Šavrink in Šavrinov, ki jih spoznamo tekom poglavij. Do tedaj njihova zgodba še nikoli ni bila predstavljena na tak način, zato je roman še toliko bolj poseben. Odvija se v slovenski in hrvaški Istri ter v Trstu. Tomšič naj bi s svojim delom Istro postavil na slovenski zemljevid.« (Mikolič 2019: 418–424)